# 藤田流
藤田流（ふじたりゅう）は、能楽笛方の一流儀。
名人笛彦兵衛（檜垣本彦兵衛栄次）の門人であった馬淵頼元の甥、下川丹斎の弟子藤田清兵衛重政なる者が一流を立てた。元来は禁裏に出仕した手猿楽の役者であったと思われるが、後に尾張藩に仕え、江戸時代は長らく同地で活躍した。現在でも名古屋を主要な地盤とするのはこのためである。
譜やアシライを吹きはじめる箇所が他流と異なり、芸風は笛に力強い息を分厚く吹き込み、派手なトリル風の装飾音を用いるなどの特色を持つ。能楽協会に登録された役者は4名全員が名古屋在。
出典：藤田流宗家ウェブページ（現在は宗家の逝去により閉鎖）
能の笛は三流儀（一噌流・藤田流・森田流）すべての流儀が元を辿ると、檜垣本座（現奈良県、大淀町）の檜垣本彦兵衛（ひがいもとひこべぇ）にたどり着きます。 藤田流はその檜垣本彦兵衛（又は笛彦兵衛）から馬淵美作守頼元、下川丹波守重次、そして藤田清兵衛(藤田流初代)という芸系になります。
母方の叔父である禅僧、沢庵和尚の世話により誕生の地、丹波の出石（いずし）を出て、和尚の堺南宗寺に住いしました。（1614年13歳）その後、近衛関白信尋公に奉見仕官（1617年）。信尋公より下川丹波守重次（丹州）を笛の師として定めよと拝命を受け、その後、清兵衛は禁裏の笛役者として近衛家に仕えることになりました。後に信尋公は丹州に清兵衛に秘蔵の名管、秘伝書をも与えるように命じ、現在まで当家にて守られております。尾張徳川家初代義直公が尾張に笛の役者がいないという事を二代将軍秀忠公にお話しされ、秀忠公が仕えている笛役者に問われたところ近衛家の藤田をという話になり、藤田流初代家元藤田清兵衛が尾張に移ることとなり（1629年）それより尾張と江戸での舞台を代々勤めて十一世に至るわけです。

## 宗家代々
- 流祖 - 藤田清兵衛重政
- 7世 - 藤田重村
- 8世 - 藤田六郎兵衛重政
  - 7世の養子。
- 9世 - 藤田清兵衛重孝
  - 8世の五男
- 10世 - 藤田六郎兵衛重明
  - 小鼓幸清流田鍋惣太郎の次男で9世の養子。
- 11世 - 藤田六郎兵衛重昭
  - 10世の孫。